# Luz Ibáñez
Luz del Carmen Ibáñez Carranza (15 de julio de 1955) es una abogada peruana. Actualmente es jueza de la Corte Penal Internacional desde 2018.

## Carrera
Es abogada por Universidad Nacional de Trujillo. Cuenta con estudios de Doctorado en Derecho y Magíster En
Derecho Penal ambas por la Universidad Inca Garcilaso de la Vega.
Ocupó el cargo de fiscal desde 1984 y Fiscal Superior desde 1988. Como fiscal participó en el juicio contra el líder de Sendero Luminoso, Abimael Guzmán, quién fue condenado a cadena perpetua. Estuvo a su cargo la investigación al exasesor presidencial Vladimiro Montesinos, al grupo militar Colina y la matanza en El Frontón.
En 4 de diciembre de 2017 fue elegida jueza de la Corte Penal Internacional, cargo que ocupa desde 2018. Fue galardonada con la Medalla de Honor Ruth Bader Ginsburg que otorga la World Jurist Association en el año 2021.